# 莫城站
莫城站是法国的一个铁路车站，位于法国塞纳-马恩省城市莫城，距离巴黎以东44公里。该站是法兰西岛大区铁路系统的一部分，属于第五收费区（法語：Zone 5）。

## 位置
莫城站位于莫城市区的西部，马恩河右岸。车站大致呈南北走向，开口朝东。

## 设施
莫城站设有人工售票窗口和自动售票机。

## 停靠线路
以下列车线路在莫城站停靠：
| 莫城站列车线路表 （区域线路） |          |           |          |          |
| 起点                          | 上一站   | 线路      | 下一站   | 终点     |
| 巴黎东                        | 埃斯布利 | [T] · [P] | （终点） | （终点） |
| 巴黎东                        | 巴黎东   | [T] · [P] | 特里尔波 | 蒂耶里堡 |
| 巴黎东                        | 巴黎东   | [T] · [P] | 特里尔波 | 米隆堡   |
| （起点）                      | （起点） | [T] · [P] | 特里尔波 | 米隆堡   |

## 配套交通

### 长途客车
莫城站对应的大巴车上下车地点为莫城汽车站（法語：Gare routière de Meaux），位于莫城站西侧
| 停靠莫城站的大巴车 |                                            | |
| 上下车地点         | 运营单位                                   | 主要目的地 |
| 莫城汽车站         | 塞纳-马恩省城际客运 Seine-et-Marne Express | - 02：丰特奈-特雷西尼 · 默伦 - 18：托尔西 · 蓬托-孔博 · 略桑-穆瓦西 · 默伦 - 20：克莱-苏伊 · 戴高乐机场 - 69：楠特伊莱莫 · 欧洲谷                                                                              |
| 莫城汽车站         | 马恩-莫兰城市公共交通                      | - 11：泰鲁阿讷河畔孔日 - 18：克雷西拉沙佩勒 - 22：尚布里 · 皮雪 · 万西-马讷夫尔 · 贝村 - 56：圣让莱德瑞莫 · 马恩河畔于西 · 萨姆龙 · 塞特索尔 · 拉费泰苏茹阿尔 - 63：乌尔克河畔利济 · 马恩河畔马里 - 65：米隆堡 |
| 莫城汽车站         | 大达尔什巴士线路                           | 03A：楠特伊莱莫 · 桑西 · 库洛米耶 |
| 莫城汽车站         | [ 註 5 ]                                   | ：巴黎东站 · 巴黎 · 谢勒 · 马恩河畔拉尼 · 马恩拉瓦莱-谢西 · 埃斯布利 |
| 莫城汽车站         | SNCF Car TER                               | （当某条铁路线施工或罢工时，SNCF可能会提供途径该线路沿途站点的大巴车） |
| 1. 2. 3. 4. 5.     |                                            | |

### 市内交通
莫城站对应的公交车站名称为"Gare Routière de Meaux"
| 莫城站附近的市内公共交通线路 |              | |
| 公交车站名称                 | 位置         | 停靠线路 |
| 莫城汽车站                   | 莫城站正门口 | - 莫城城市公共交通（Bus Marne et Morin） - M1（环线）：莫城-莫城汽车站 ↔ 莫城-莫城汽车站 - M2（环线）：莫城-莫城汽车站 ↔ 莫城-莫城汽车站 - M4：莫城-莫城汽车站 ↔ 莫城-莫城医院 - M5：莫城-莫城汽车站 ↔ 潘西-罗谢尔（工业区） - M6：莫城-莫城汽车站 ↔ 莫城-战争博物馆 - M8（环线）：莫城-莫城汽车站 ↔ 莫城-莫城汽车站 - M9：莫城-莫城汽车站 ↔ 莫城-法桐 - 2：莫城-莫城汽车站 ↔ 热尔米尼莱韦克-核桃树巷 / 特里尔波-初级中学 - 2bis：莫城-莫城汽车站 ↔ 潘西-市政府 - 3：莫城-莫城汽车站 ↔ 楠特伊莱莫-科洛 - 5A：莫城-莫城汽车站 （环线，经克雷日莱莫） - 5B：莫城-莫城汽车站 （环线，经维勒努瓦） - 5C：莫城-莫城汽车站 （环线，经绍科南-讷夫蒙捷） - 5C：莫城-莫城汽车站 ↔ 维勒努瓦-莱科塔日 - 17：莫城-莫城汽车站 ↔ 特里尔巴杜-椴树广场 - 20：莫城-莫城汽车站 ↔ 布里地区阿尔芒蒂耶尔-酒藤道 - 64：莫城-莫城汽车站 ↔ 马勒伊莱莫-莱利涅尔 - 法兰西谷公交（Trans Val de France） - 8：博比尼-巴勃罗·毕加索地铁站 ↔ 莫城-莫城汽车站 - 9：米特里-莫里-城铁站 ↔ 莫城-莫城汽车站 - 法兰西岛之信公交（CIF） - 704：圣帕蒂-白橡树 ↔ 莫城-莫城汽车站 - 711：圣马尔-火车站 ↔ 莫城-莫城汽车站 - 777：克雷日莱莫-乔治·桑初级中学 ↔ 莫城-莫城汽车站 |
| 1. 2.                        |              | |

### 社会车辆
莫城站门口设有社会车辆停车场。

## 临近车站
| 莫城站（Gare de Meaux）        |                      |                    |
| 上行车站                       | 线路                 | 下行车站           |
| 埃斯布利站 8km ←               | 巴黎－斯特拉斯堡铁路 | 特里尔波站 → 6.1km |
| - 本表仅显示运营中的线路及车站 |                      |                    |